# フォッソ
フォッソ（伊: Fossò）は、イタリア共和国ヴェネト州ヴェネツィア県にある、人口約7,100人の基礎自治体（コムーネ）。

## 地理

### 位置・広がり

#### 隣接コムーネ
隣接するコムーネは以下の通り。括弧内のPDはパドヴァ県所属を示す。
- カンポロンゴ・マッジョーレ
- カンポノガーラ
- ドーロ
- サンタンジェロ・ディ・ピオーヴェ・ディ・サッコ (PD)
- ストラ
- ヴィゴノーヴォ

### 気候分類・地震分類
気候分類では、zona E, 2432 GGに分類される。
また、イタリアの地震リスク階級 (it) では、zona 3 (sismicità bassa) に分類される。

## 姉妹都市
- Čitluk、ボスニア・ヘルツェゴビナ